# Karta charakterystyki
Karta charakterystyki substancji niebezpiecznej, karta charakterystyki preparatu niebezpiecznego, MSDS (skrótowiec od ang. material safety data sheet), SDS (ang. safety data sheet) – dokument zawierający opis zagrożeń, które może spowodować określona substancja lub mieszanina chemiczna (dawniej preparat), a także podstawowe dane fizykochemiczne na jej temat. Jej podstawowym celem jest informowanie o potencjalnych zagrożeniach związanych z daną substancją (mieszaniną), metodach ich zapobiegania i procedurach jakie należy wykonać w razie wystąpienia skażenia opisywaną substancją (mieszaniną).

## Status prawny
Dokument ten w krajach Unii Europejskiej, NAFTA i wielu innych musi być obowiązkowo sporządzany przez producentów chemikaliów dla sprzedawanych przez nich niebezpiecznych substancji i preparatów i przekazywany każdemu nabywcy. Karta charakterystyki musi być zawsze dostępna podczas ich transportu, używania i przechowywania. Odbiorcy takich substancji i preparatów mają obowiązek przechowywać kartę w taki sposób, aby każda osoba mająca z nimi do czynienia mogła w dowolnej chwili zapoznać się z zagrożeniami opisanymi w karcie.
Zawartość i struktura kart charakterystyki jest normowana przepisami prawa, różnymi dla krajów UE i NAFTA. 

## Unia Europejska
W Europejskim Obszarze Gospodarczym układ karty charakterystyki i jej niezbędną zawartość definiuje Rozporządzenie WE 1907/2006 REACH, paragraf 31, załącznik II, który został zmieniony Rozporządzeniem WE 2015/830 z dnia 28.05.2015 r. ze sprostowaniem z dnia 17.01.2017 r. (zastępujące rozporządzenie (UE) nr 453/2010) oraz rozporządzenie (WE) nr 1907/2006 Parlamentu Europejskiego i Rady w sprawie rejestracji, oceny, udzielania zezwoleń i stosowanych ograniczeń w zakresie chemikaliów (REACH) i utworzenia Europejskiej Agencji Chemikaliów, zmieniające dyrektywę 1999/45/WE oraz uchylające rozporządzenie Rady (EWG) nr 793/93 i rozporządzenie Komisji (WE) nr 1488/94, jak również dyrektywy Rady 76/769/EWG i dyrektywy Komisji 91/155/EWG, 93/67/EWG, 93/105/WE i 2000/21/WE z dnia 18 grudnia 2006 roku. 
Karta charakterystyki zgodna z REACH zawiera datę sporządzenia, datę aktualizacji, numer wersji i następujące numerowane punkty:
Sekcja 1: Identyfikacja substancji/mieszaniny i identyfikacja przedsiębiorstwa
1.1. Identyfikator produktu 

1.2. Istotne zidentyfikowane zastosowania substancji lub mieszaniny oraz zastosowania odradzane 

1.3. Dane dotyczące dostawcy karty charakterystyki 

1.4. Numer telefonu alarmowego 

Sekcja 2: Identyfikacja zagrożeń
2.1. Klasyfikacja substancji lub mieszaniny 

2.2. Elementy oznakowania 

2.3. Inne zagrożenia 

Sekcja 3: Skład/informacja o składnikach
3.1. Substancje 

3.2. Mieszaniny 

Sekcja 4: Środki pierwszej pomocy
4.1. Opis środków pierwszej pomocy 

4.2. Najważniejsze ostre i opóźnione objawy oraz skutki narażenia 

4.3. Wskazania dotyczące wszelkiej natychmiastowej pomocy lekarskiej i szczególnego postępowania z poszkodowanym 

Sekcja 5: Postępowanie w przypadku pożaru
5.1. Środki gaśnicze 

5.2. Szczególne zagrożenia związane z substancją lub mieszaniną

5.3. Informacje dla straży pożarnej

Sekcja 6: Postępowanie w przypadku niezamierzonego uwolnienia do środowiska
6.1. Indywidualne środki ostrożności, wyposażenie ochronne i procedury w sytuacjach awaryjnych

6.2. Środki ostrożności w zakresie ochrony środowiska

6.3. Metody i materiały zapobiegające rozprzestrzenianiu się skażenia i służące do usuwania skażenia

6.4. Odniesienia do innych sekcji

Sekcja 7: Postępowanie z substancjami i mieszaninami oraz ich magazynowanie
7.1. Środki ostrożności dotyczące bezpiecznego postępowania 

7.2. Warunki bezpiecznego magazynowania, w tym informacje dotyczące wszelkich wzajemnych niezgodności

7.3. Szczególne zastosowanie(-a) końcowe 

Sekcja 8: Kontrola narażenia/środki ochrony indywidualnej
8.1. Parametry dotyczące kontroli 

8.2. Kontrola narażenia 

Sekcja 9: Właściwości fizyczne i chemiczne
9.1. Informacje na temat podstawowych właściwości fizycznych i chemicznych 

9.2. Inne informacje 

Sekcja 10: Stabilność i reaktywność
10.1. Reaktywność 

10.2. Stabilność chemiczna 

10.3. Możliwość występowania niebezpiecznych reakcji 

10.4. Warunki, których należy unikać 

10.5. Materiały niezgodne

10.6. Niebezpieczne produkty rozkładu 

Sekcja 11: Informacje toksykologiczne
11.1. Informacje dotyczące działań toksycznych 

Sekcja 12: Informacje ekologiczne
12.1. Toksyczność

12.2. Trwałość i zdolność do rozkładu 

12.3. Zdolność do bioakumulacji 

12.4. Mobilność w glebie

12.5. Wyniki oceny właściwości PBT i vPvB 

12.6. Inne szkodliwe skutki działania 

Sekcja 13: Postępowanie z odpadami
13.1. Metody unieszkodliwiania odpadów 

Sekcja 14: Informacje dotyczące transportu
14.1. Numer UN (Numer ONZ) 

14.2. Prawidłowa nazwa przewozowa ONZ 

14.3. Klasa(-y) zagrożenia w transporcie 

14.4. Grupa pakowania 

14.5. Zagrożenia dla środowiska 
 
14.6. Szczególne środki ostrożności dla użytkowników 

14.7. Transport luzem zgodnie z załącznikiem II do konwencji MARPOL i kodeksem IBC 

Sekcja 15: Informacje dotyczące przepisów prawnych 
15.1. Przepisy prawne dotyczące bezpieczeństwa, zdrowia i ochrony środowiska specyficzne dla substancji lub mieszaniny 

15.2. Ocena bezpieczeństwa chemicznego 

Sekcja 16: Inne informacje

## Kraje NAFTA
W krajach NAFTA (Stany Zjednoczone, Kanada, Meksyk) podstawowym dokumentem normującym zawartość MSDS-ów jest norma ANSI Z400.1-2004. W przypadku eksportu/importu chemikaliów z UE do krajów NAFTA i z krajów NAFTA do UE producenci są zmuszeni dołączać do nich dwa różne dokumenty MSDS, jeden zgodny z normami UE i drugi z normami NAFTA. Istnieje wprawdzie norma ISO definiująca międzynarodowy standard tych dokumentów, nie jest on jednak w pełni respektowany przez kraje NAFTA i UE.
Zgodnie z normą ANSI karta charakterystyki powinna zawierać sekcje odpowiadające na następujące pytania:
- Co to za materiał? (skład chemiczny, prawidłowy wygląd, nazwa, producent, podstawowe dane fizyczne i chemiczne itp.)
- Co zrobić natychmiast po wystąpieniu zagrożenia? (krótki opis najpoważniejszych zagrożeń i opis jak sobie z nimi szybko poradzić + zwykle dane kontaktowe do osoby odpowiedzialnej)
- Co powinno się zrobić w razie wystąpienia zagrożenia? (szczegółowy opis działań, które należy podjąć w razie zatrucia/pożaru/skażenia)
- Jak uniknąć potencjalnych zagrożeń? (sposoby prawidłowego przechowywania i transportowania, lista potencjalnych czynników ryzyka)
- Inne pożyteczne informacje (zwroty ryzyka, szczegółowe dane fizyczne i chemiczne itp.)

Norma ISO 11014-1 definiuje układ karty charakterystyki w bardziej precyzyjny sposób. Zgodnie z tą normą powinna ona zawierać:
- nazwę produktu i dane jego producenta
- skład chemiczny
- zwroty ryzyka
- procedurę pierwszej pomocy
- procedurę gaszenia
- procedurę działania w razie wycieku i skażenia
- sposoby przechowywania i posługiwania się
- opis niezbędnych środków ostrożności przy kontakcie
- właściwości fizykochemiczne
- informacje o trwałości i reaktywności
- informacje o toksyczności
- informacje ekologiczne
- uwagi na temat utylizacji lub neutralizacji
- informacje o prawidłowym transporcie
- informacje na temat regulacji prawnych dotyczących substancji
- pozostałe informacje.